# Highwood (Montana)
Highwood és una concentració de població designada pel cens dels Estats Units a l'estat de Montana. Segons el cens del 2000 tenia 189 habitants.

## Demografia
Segons el cens del 2000, Highwood tenia 189 habitants, 66 habitatges, i 50 famílies. La densitat de població era de 16,3 habitants per km².
Dels 66 habitatges en un 45,5% hi vivien nens de menys de 18 anys, en un 65,2% hi vivien parelles casades, en un 9,1% dones solteres, i en un 24,2% no eren unitats familiars. En el 16,7% dels habitatges hi vivien persones soles el 7,6% de les quals corresponia a persones de 65 anys o més que vivien soles. El nombre mitjà de persones vivint en cada habitatge era de 2,86 i el nombre mitjà de persones que vivien en cada família era de 3,36.
Per edats la població es repartia de la següent manera: un 31,7% tenia menys de 18 anys, un 4,8% entre 18 i 24, un 28,6% entre 25 i 44, un 22,2% de 45 a 60 i un 12,7% 65 anys o més.
L'edat mediana era de 37 anys. Per cada 100 dones de 18 o més anys hi havia 92,5 homes.
La renda mediana per habitatge era de 44.375 $ i la renda mediana per família de 44.375 $. Els homes tenien una renda mediana de 24.375 $ mentre que les dones 22.857 $. La renda per capita de la població era de 14.457 $. Aproximadament l'11,5% de les famílies i el 8,8% de la població estaven per davall del llindar de pobresa.

## Poblacions més properes
El següent diagrama mostra les poblacions més properes.